# Nintendo Software Technology

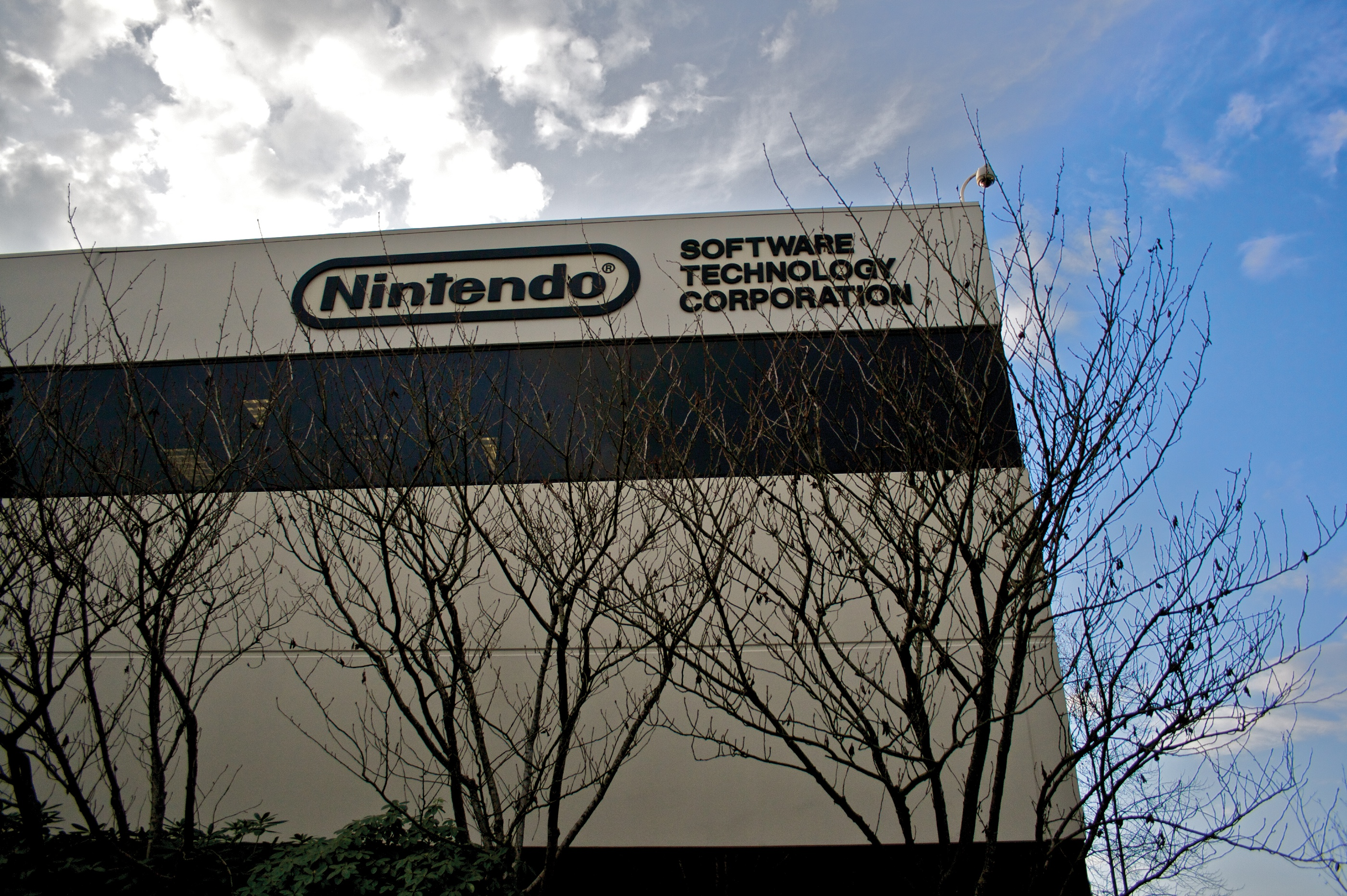
Firmenzentrale von Nintendo Software Technology in Redmond, Washington

Nintendo Software Technology Corporation (kurz NST) ist ein Videospiele-Entwickler mit Sitz in Redmond, Washington. Die Firma ist eine Tochtergesellschaft und eines der acht internen bzw. eines von insgesamt 16 First-Party-Entwickler der Firma Nintendo.

## Geschichte
NST wurde Ende der 1990er Jahre als Nintendos erstes US-amerikanisches Entwicklerstudio gegründet, mit der Zielsetzung, Spiele speziell für den nordamerikanischen bzw. westlichen Markt zu entwickeln. Bei NSTs ersten Projekten handelte es sich ausschließlich um Portierungen älterer Spiele auf die damals aktuellen Nintendo-Spielkonsolen. Am 1. Januar 2000 veröffentlichte NST Capcoms Klassiker Bionic Commando für den Game Boy Color. Noch im selben Jahr folgten eine Portierung von Namcos Ridge Racer auf das Nintendo 64 und SNKs Crystalis – wieder für Game Boy Color.
NSTs Räumlichkeiten wurden auf demselben Gelände angelegt auf dem sich auch die Hauptverwaltung von Nintendo of America und das DigiPen Institute of Technology, einer Hochschule für Videospiel-Entwickler, befinden. Dementsprechend setzt sich ein großer Teil der aus ca. 80 Personen bestehenden NST-Belegschaft aus DigiPen-Absolventen zusammen.
Aktuell wird NST von Shigeki Yamashiro geleitet.

## Spiele

### Entwickelte Spiele
Neben von NST selbst entwickelten Spielen sind sie oft auch für Portierungen anderer Entwickler zuständig:
- Bionic Commando (Portierung vom NES auf Game Boy Color)
- Ridge Racer 64 (Portierung von der PlayStation auf Nintendo 64)
- Crystalis (Portierung vom NES auf Game Boy Color)
- Pokémon Puzzle League (Nintendo 64)
- Wave Race: Blue Storm (GameCube)
- Nintendo Puzzle Collection (nur Japan, GameCube)
- The Legend of Zelda: Ocarina of Time und Master Quest (Portierungen vom Nintendo 64 auf GameCube)
- 1080° Avalanche (GameCube)
- Mario vs. Donkey Kong (Game Boy Advance)
- Ridge Racer DS (Nintendo DS)
- Big Brain Academy (Nintendo DS)
- Metroid Prime: Hunters (Nintendo DS)
- Mario vs. Donkey Kong: Marsch der Mini-Marios (Nintendo DS)
- Mario vs. Donkey Kong: Minis March Again (DSi Ware)
- Aura-Aura Climber (DSi Ware)
- Mario vs. Donkey Kong: Mini-Land Mayhem! (Nintendo DS)
- Crosswords Plus (Nintendo 3DS)
- Mario and Donkey Kong: Minis on the Move (Nintendo 3DS)
- Mario vs. Donkey Kong: Tipping Stars (Wii U, Nintendo 3DS)
- Mini Mario and Friends: amiibo Challenge (Wii U, Nintendo 3DS)
- Super Mario Maker for Nintendo 3DS (Nintendo 3DS)[4]
- Snipperclips: Zusammen schneidet man am besten ab! (Unterstützung für SFB Games, Nintendo Switch)[4]
- Captain Toad: Treasure Tracker (Zusammen mit 1-UP Studio, Nintendo 3DS, Nintendo Switch)[5]
- The Stretchers (Unterstützung für Tarsier Studios, Nintendo Switch)
- Good Job! (Unterstützung für Paladin Studios, Nintendo Switch)
- Super Mario 3D World + Bowser's Fury (Zusammen mit Nintendo EPD und 1-Up Studio, Nintendo Switch)
- F-Zero 99 (Nintendo Switch)
- Mario vs. Donkey Kong (Remake vom 2004-Spiel, Nintendo Switch)

### Eingestellte Spiele
- Project H.A.M.M.E.R. (Wii)[6]